# Bain-de-Bretagne
Bain-de-Bretagne település Franciaországban, Ille-et-Vilaine megyében. Lakosainak száma 7704 fő (2022. január 1.). Bain-de-Bretagne La Bosse-de-Bretagne, La Dominelais, Ercé-en-Lamée, Mernel, La Noë-Blanche, Pancé, Pléchâtel, Saint-Sulpice-des-Landes és Guipry-Messac községekkel határos.

## Népesség
A település népességének változása:
| Lakosok száma | 4468 | 5241 | 5257 | 6890 | 7512 | 7335 | 7331 | 7314 | 7435 | 7704 |
|               | 1968 | 1982 | 1990 | 2006 | 2013 | 2015 | 2017 | 2019 | 2020 | 2022 |